# HD 33564 b
HD 33564 b는 기린자리 방향으로 지구로부터 약 68광년 떨어진 곳에 있는 외계 행성이다. 어머니 항성 HD 33564는 분광형 F6V의, 외계행성 탐사 대상이 되는 주계열성 치고 밝은 편에 속하는 별이다. b는 극도로 무겁고 밀도 높은 가스 행성으로, 궤도는 항성의 생명체 거주가능 영역 안에 있다. 이는 b의 대기 상층부가 물의 구름으로 이루어져 있음을 뜻한다. 행성의 질량이 크기 때문에 중력 또한 강하여, 표면 중력은 지구의 30배는 될 것이다. 만약 이 행성 주위에 외계 위성이 존재한다면, 위성 표면에는 액체 물이 존재 가능하여 생명체가 자라날 환경을 만들어 줄 것이다. 다만 행성의 궤도 이심률은 34퍼센트로 큰 편이다. 항성을 한 바퀴 도는 데에는 388일이 걸린다.

## 같이 보기
- HD 81040 b

## 참고 문헌
- (영어) Galland 연구진 (2005). “Extrasolar planets and brown dwarfs around A-F type stars II. A planet found with ELODIE around the F6V star HD 33564”. 《Astronomy and Astrophysics》 444 (2): L21–L24. doi:10.1051/0004-6361:200500176.